# Cineta
Cineta (en grec antic Κύναιθα; gentilici Κυναιθεύς, català cineteu) era una antiga ciutat grega situada al nord d'Arcàdia. El seu territori separava el de Clítor del de Fèneos.
Els seus habitants vivien més enllà dels límits naturals d'Arcàdia, puix que la vall on estava situada Cineta es decantava cap al golf de Corint, i el riu (Buraic) que la travessava desaiguava en aquest golf, una mica més enllà de la ciutat de Bura. Polibi diu que el clima de la regió i la situació de la ciutat eren els més desagradables de tota l'Arcàdia. També diu que els habitants de Cineta eren completament diferents dels altres arcadis: cruels, despietats i malvats, i els habitants de les ciutats veïnes amb prou feines s'hi relacionaven; Polibi arriba a dir que ni tan sols hi mantenien relacions comercials. Atribueix la seva depravació al fet que els cinetes menyspreaven la música, que humanitzava als altres habitants de l'Arcàdia, i a la influència negativa del seu clima canviant.
Cap a l'any 220 aC, els etolis van envair la ciutat i la van destruir, fet que Polibi considera just atesa la maldat dels seus habitants. Estrabó diu que la ciutat ja no existia al seu temps, però en algun moment s'havia d'haver repoblat, perquè Pausànias diu que a l'àgora hi havia altars a diversos déus i una estàtua de l'emperador Hadrià. Pausànias també destaca un temple dedicat a Dionís, on se celebrava cada any un festival i se sacrificava un toro. A dos estadis de la ciutat hi havia una font anomenada Alissos, i es deia que qui bevia de la seva aigua es guaria de la hidrofòbia.